# Cassano d'Adda
Cassano d'Adda es una localidad y comune italiana de la Ciudad metropolitana de Milán, región de Lombardía, con 18.603 habitantes.

## Historia
Importante fortaleza del Ducado de Milán, fue ocupada entre 1658-1659 por las tropas franco-modenesas dirigidas por Francisco I de Este.
En su término municipal se desarrollaron varias batallas en 1705 y 1799.

## Evolución demográfica
| Gráfica de evolución demográfica de Cassano d'Adda entre 1861 y 2001 |
|                                                                      |
| Fuente ISTAT - elaboración gráfica de Wikipedia                      |